# Список японських десертів і солодощів

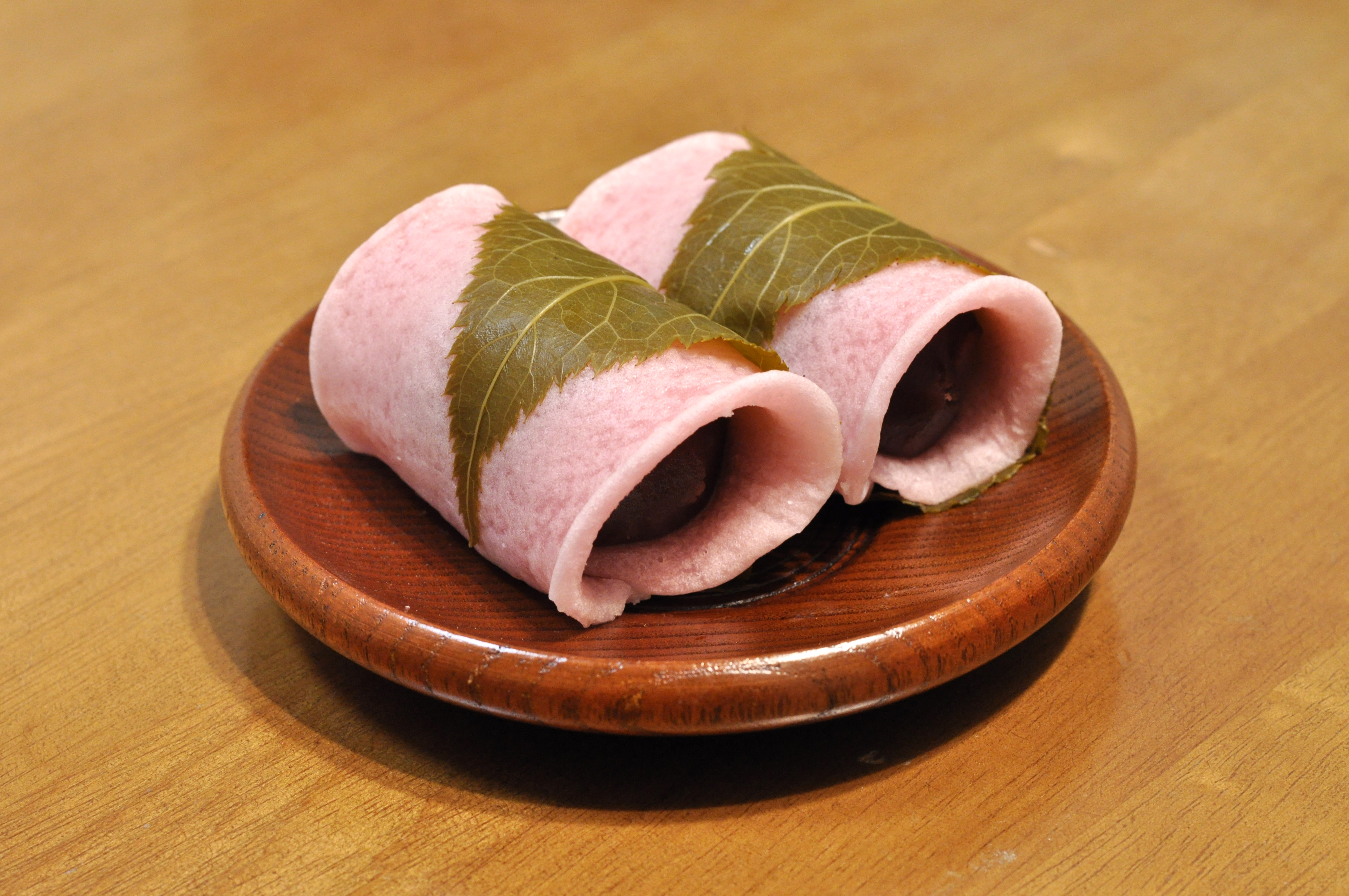
Сакурамочі

В Японії десерти готували ще задовго до того, як цукор став широко розповсюдженим. Більшість звичних для Японії десертів насправді мають багатовікову історію.  У японській кухні традиційні солодощі називають ваґаші та зазвичай виготовляють з таких інгредієнтів, як паста з червоних бобів і мочі . Хоча багато рецептів були винайдені у період Едо (1603–1867) і період Мейджі (1868–1911), у сьогоденній  Японії продовжують з'являтися нові види десертів .
Визначення ваґаші не є однозначним, а межа між ними та іншими видами японських кондитерських виробів залишається розмитою. Наприклад, незважаючи на те, що оригінальна касутера (castella)  була завезена з Португалії, вона існує в японському кондитерському мистецтві більше 400 років, а її рецептура була змінена відповідно до японських смаків, тому касутеру теж класифікують як ваґаші.   Також торт «Крапля дощу», створений у 2014 році, був розроблений однією з традиційних кондитерських як похідна від шінґен мочі, та наразі має статус ваґаші в Японії.   В останні роки цей магазин розробляє нові рецептури і продає багато видів солодощів, що є еклектичною сумішшю ваґаші та західних кондитерських виробів, які часто називають «нео-ваґаші». 

## Японські десерти

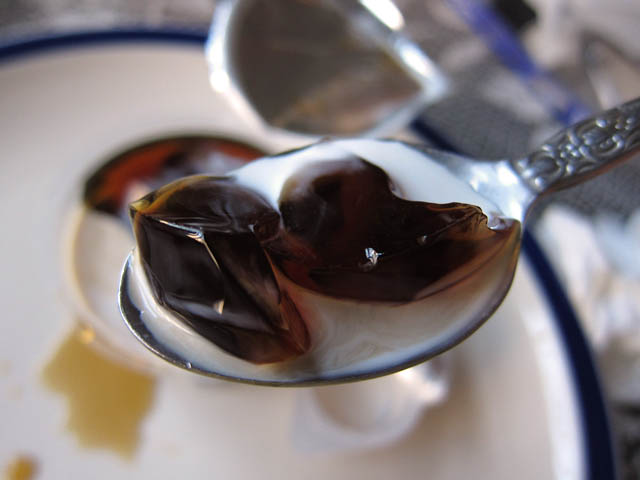
Кавове желе - це популярний желатиновий десерт в Японії.

- Анпан
- Чінсуко
- Кавове желе
- Морозиво з зеленого чаю
- Желе Хакуто
- Динна булочка (Мелонпан)
- Мочі морозиво[8]
- Карамельний пудинг (Пурін)
- Сата андаґі
- Токійський банан

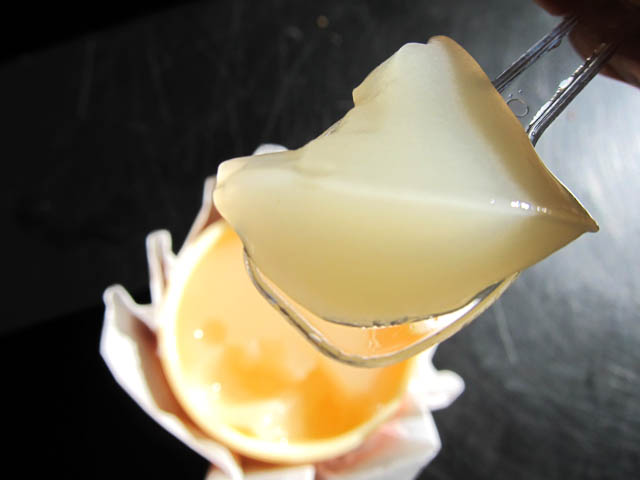
Желе Хакуто - це сезонний десерт японської кухні, що готують влітку.
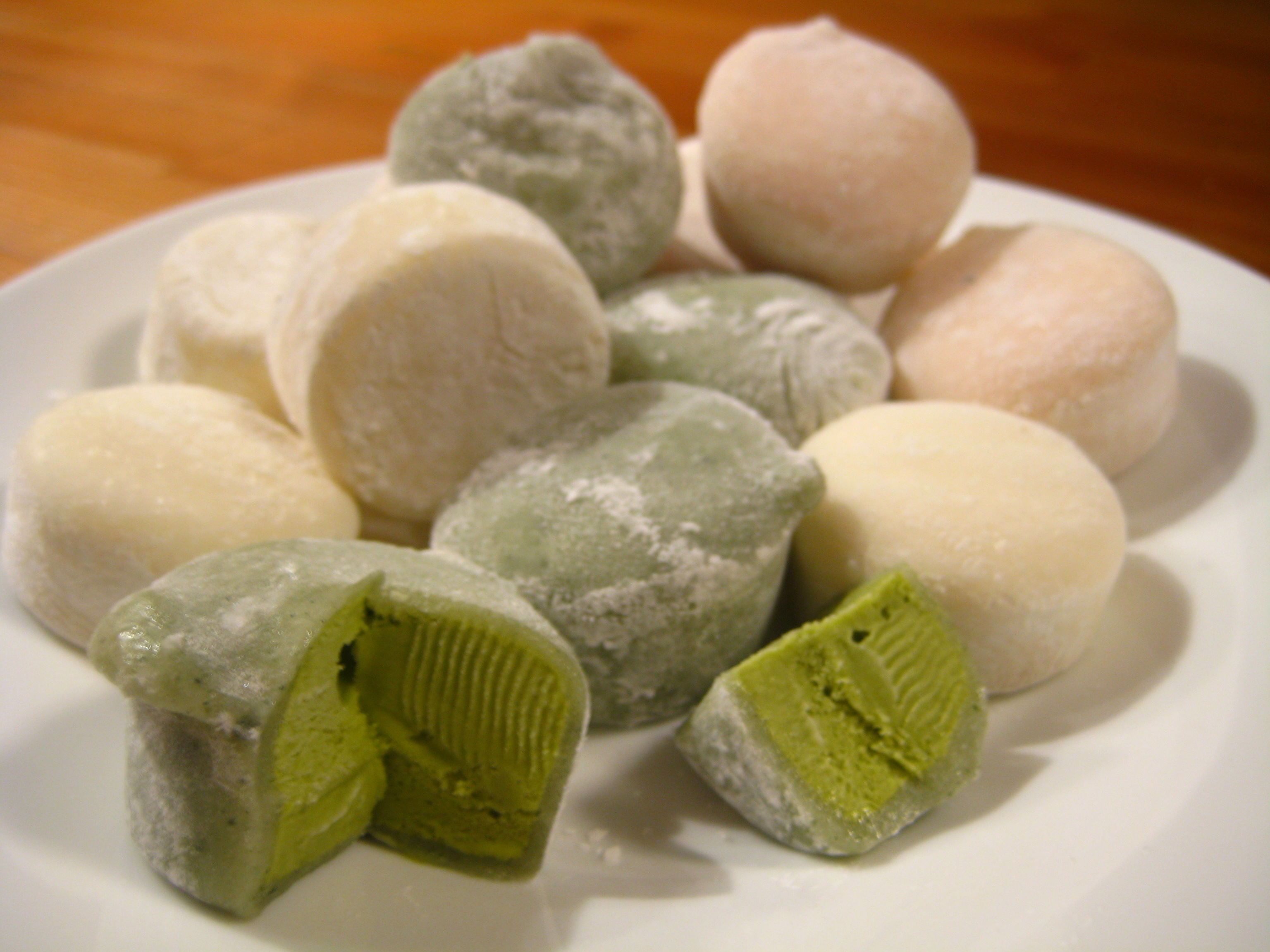
Мочі морозиво — це японський кондитерський виріб з мочі (тертого липкого рису) з начинкою з морозива.
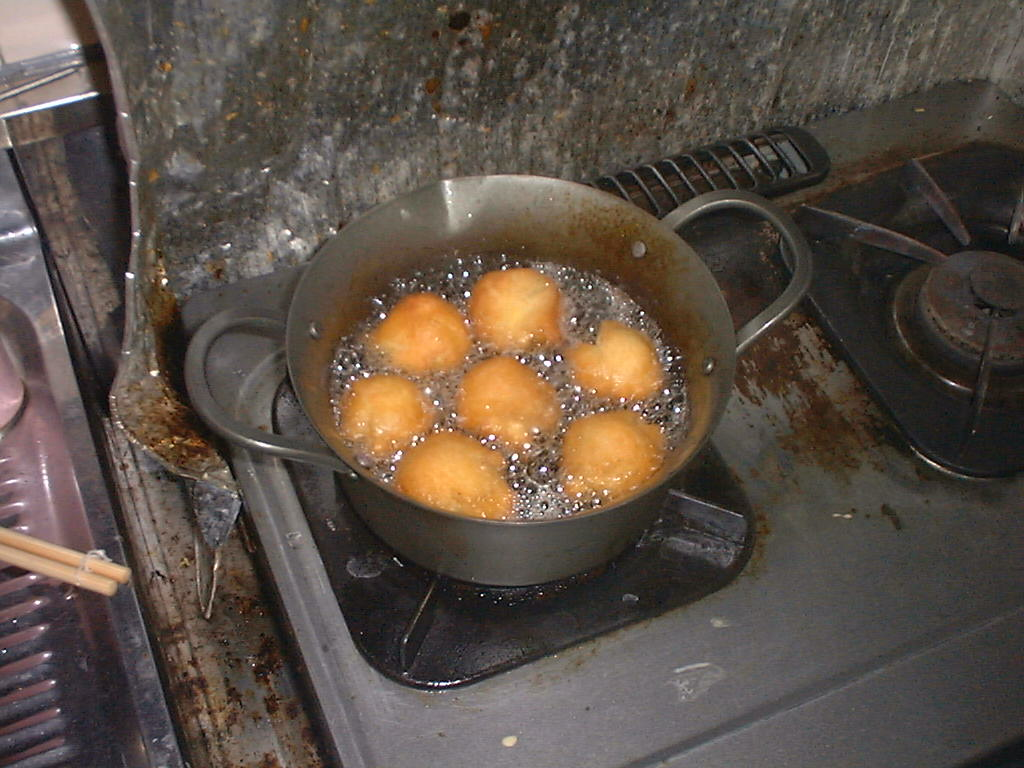
Сата андаґі — це солодкі,смажені у фритюрі булочки з тіста, схожі на пончики

## Ваґаші

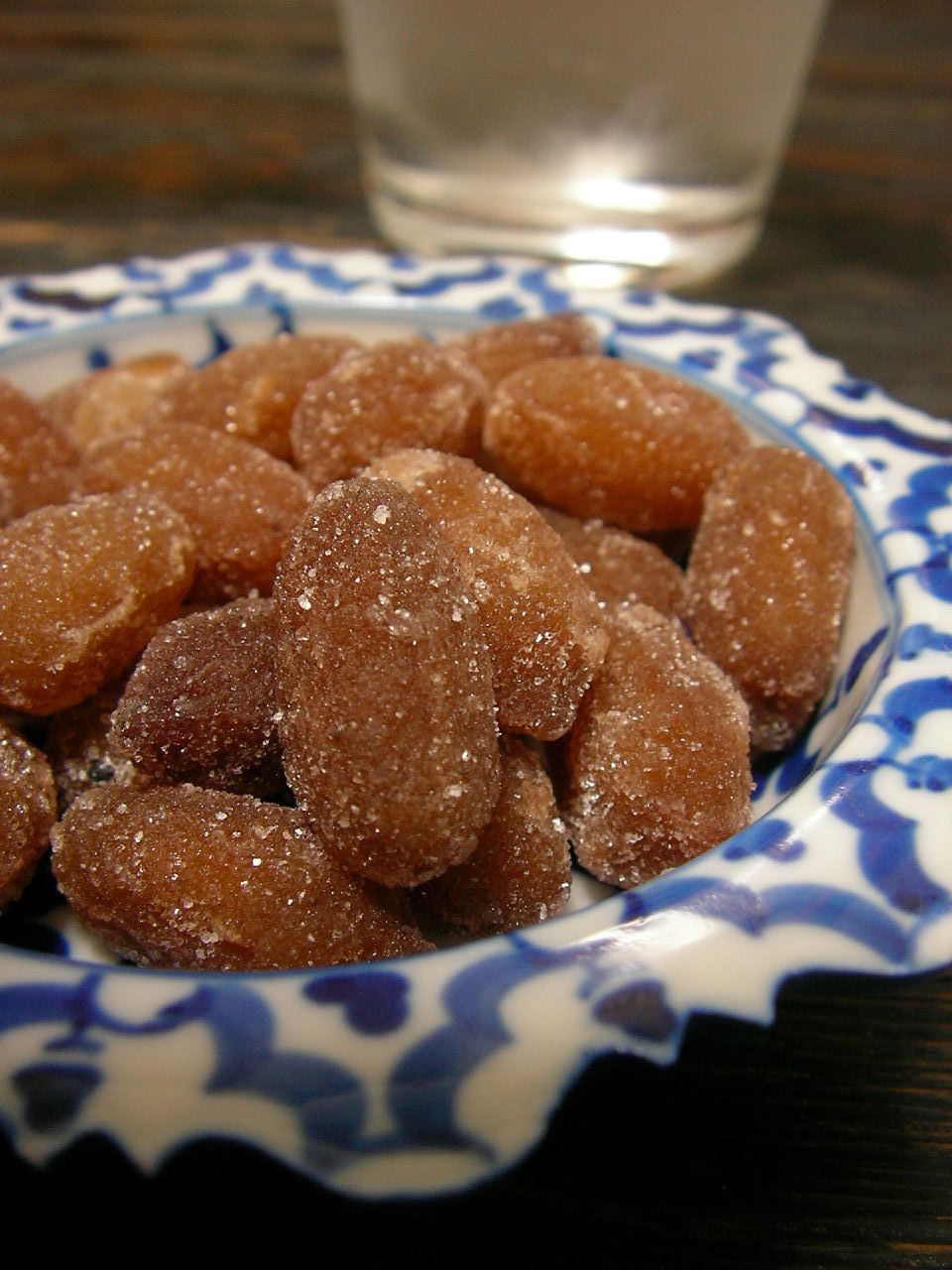
Арахісове аманатто. Аманатто — це традиційний японський кондитерський виріб, виготовлений з адзукі або інших бобів, покритих рафінованим цукром після варіння в цукровому сиропі та висушування.

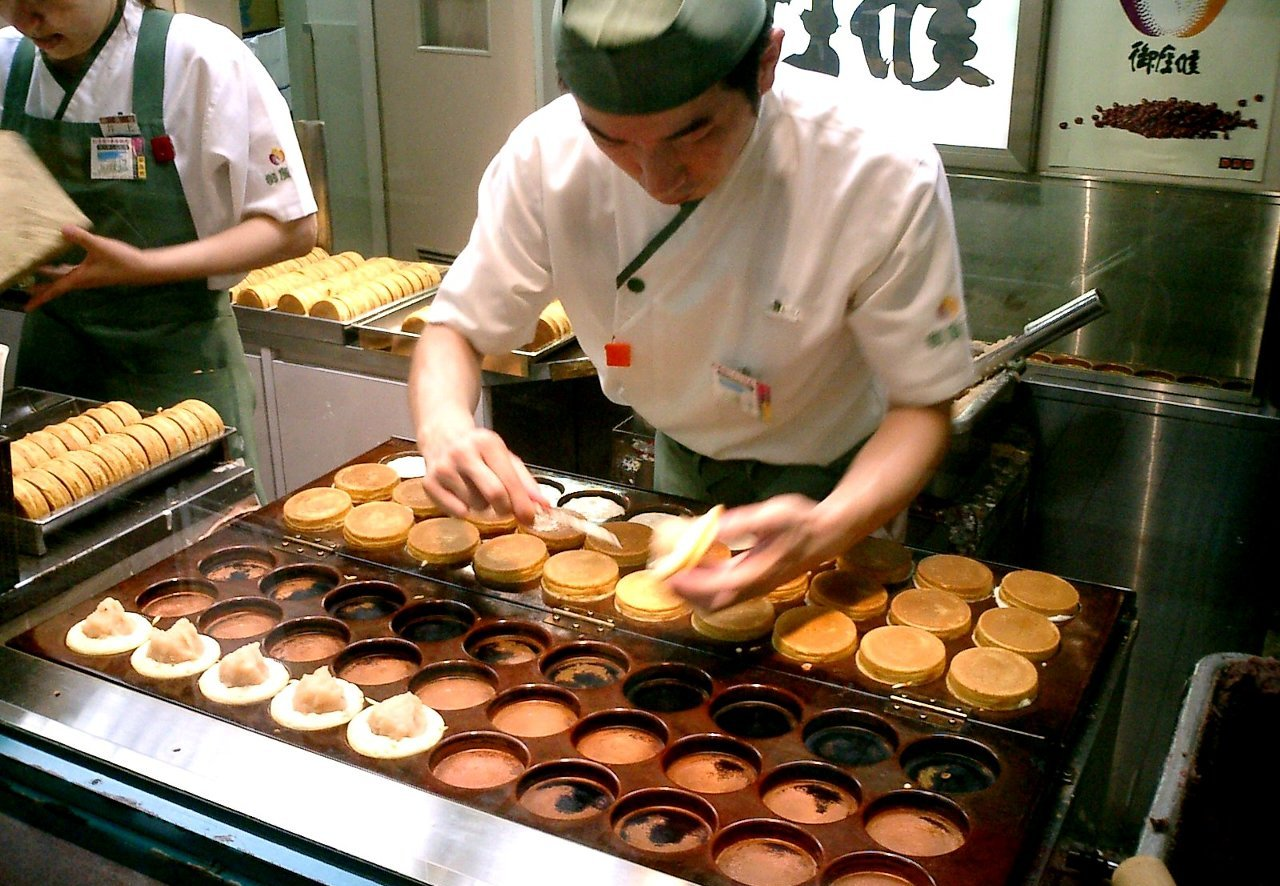
Імаґаваякі (ґозасоро) готують у магазині в Санномія, Кобе, Японія.

ВаґашіWagashi (яп. 和菓子) - це традиційний японський кондитерський виріб, що зазвичай подається з чаєм. Найрозповсюдженіші складники ваґаші - це мочі, анко (паста з бобів адзукі) та фрукти. Традиційно японські десерти готують з рослинних інгредієнтів. Ваґаші мають багато варіацій форм та текстур, можуть бути виготовлені різноманітними способами з використанням незвичайних компонентів. Ваґаші популярні по всій території Японії й кожен регіон має свої особливості приготування, також інгредієнти для окремих десертів можуть бути регіональними або сезонними.

### Види ваґаші

#### А
- Акумакі
- Аманатто
- Амедзаіку[3]
- Амміцу[11][12]
- Араре

#### Б
- Беіка
- Ботамочі

В
- Варабімочі
- Васанбон

#### Ґ
- Ґіонбо
- Ґючі

#### Д
- Дайфуку
- Данґо
- Дораякі

#### І
- Імаґаваякі[13][14]

Й
- Йокан

#### К
- Кантен
- Карукан
- Карінто
- Кастелла[15]
- Кеіран Сомен
- Компейто
- Кудзумочі
- Куса мочі

#### М
- Манджю
- Моміджі манджю[16]
- Монака
- Мідзуаме

#### Н
- Намаґаші

#### П
- Паста з червоної квасолі

#### С
- Сакура-мочі
- Сенбей
- Суама
- Шіруко (суп з червоних бобів)

#### Т
- Таякі
- Токоротен
- Торт «Дощова крапля»

#### У
- Уїро

Х
- Ханабірамочі
- Хіші мочі
- Хіґаші

Ч
- Чітосеаме

Ю
- Юбеші

#### Я
- Яцухаші

## Бренди
- Black Thunder
- Fusen gum
- Hyōroku mochi
- Shiroi Koibito

## Дивіться також

### Японські солодощі та десерти
- Японська кухня – солодощі

### Пов'язані теми
- Кухня

## Зовнішні посилання
- Вікісховище має мультимедійні дані за темою: Список японських десертів і солодощів
- Вікісховище має мультимедійні дані за темою: Список японських десертів і солодощів
- Вікісховище має мультимедійні дані за темою: Список японських десертів і солодощів